# Абдурахманов, Расулжан Камбарович
Расулжан Камбарович Абдурахманов (род. 3 апреля 1965) — советский и киргизский футболист, полузащитник. Выступал за сборную Кыргызстана. Мастер спорта Кыргызстана (2000).

## Биография
В советский период провёл только один сезон в соревнованиях команд мастеров — в 1987 году, в 22-летнем возрасте выступал во второй лиге за ошский «Алай», сыграл 34 матча и забил один гол. Затем до распада СССР играл в первенстве Киргизской ССР среди КФК.
После образования независимого чемпионата Кыргызстана стал выступать в высшей лиге за «Семетей» (Кызыл-Кия). Становился серебряным (1994) и бронзовым (1995) призёром чемпионата страны, обладателем Кубка Кыргызстана (1995).
В 1996 году вместе с большей частью игроков «Семетея» перешёл в «Металлург» (Кадамжай), стал капитаном команды. В составе «Металлурга» завоевал золотые медали чемпионата и стал финалистом Кубка Кыргызстана 1996 года.
В 1997 году вернулся в «Семетей» (позднее — ФК «Кызыл-Кия»), где выступал до конца карьеры. Финалист Кубка Кыргызстана 1999 года.
Всего в высшей лиге Кыргызстана сыграл 157 матчей и забил 45 голов.
В национальной сборной Кыргызстана дебютировал в 32-летнем возрасте, 4 июня 1997 года в матче отборочного турнира чемпионата мира против Ирана. Всего за сборную сыграл 4 матча, все — в июне 1997 года в рамках того же турнира.
Дальнейшая судьба неизвестна.